# Leland Orser
Leland Jones Orser (ur. 6 sierpnia 1960 w San Francisco) – amerykański aktor, reżyser i scenarzysta.
Wystąpił jako szef chirurgii doktor Lucien Dubenko w serialu medycznym NBC Ostry dyżur (2004–2009) i ksiądz Romero w serialu kryminalnym Showtime Ray Donovan (2015–16).

## Życiorys
Urodził się w San Francisco w Kalifornii. Dorastał w Presidio Heights wraz ze swoimi czterema braćmi. Uczęszczał do Cathedral School for Boys w San Francisco. Jego pierwszy kontakt z aktorstwem miał miejsce, gdy był w trzeciej klasie, gdy zagrał małego Tima w szkolnym przedstawieniu Opowieść wigilijna. W 1982 ukończył Connecticut College w New London i zdecydował się studiować aktorstwo. W 1984 ukończył studia aktorskie w Drama Studio London.
Po ukończeniu studiów brał udział w kilku występach jako model, jednocześnie biorąc udział w przesłuchaniach do ról filmowych i telewizyjnych. Jego pierwszą pracą zawodową była reklama kawy Folgers; twórcy reklamy chcieli, żeby zachowywał się jak Richard Gere. Wraz z reklamami Leland zaczął występować na scenie, zwłaszcza w lokalnych teatrach. W 1991 był nominowany do nagrody im. Helen Hayes dla najlepszego aktora drugoplanowego za rolę w sztuce Davida Hare’a Sekretne porwanie w Olney Theatre w Olney w Maryland.
Po raz pierwszy trafił na mały ekran w roli Edwarda w odcinku serialu kryminalnym ABC Ogień Gabriela (Gabriel’s Fire, 1991) z Jamesem Earlem Jonesem. Po debicie na dużym ekranie w dreszczowcu Cover Story (1993) u boku Roberta Forstera, stworzył szereg drugoplanowych charakterystycznych ról neurotyków i psychopatów w filmach: Siedem (1995), Obcy: Przebudzenie (1997) czy Kolekcjoner kości (1999).

## Życie prywatne
W latach 1987–1989 był żonaty z aktorką Romą Downey. 14 października 2000 zawarł związek małżeński z aktorką Jeanne Tripplehorn. Mają syna Augusta (ur. 2002).

## Filmografia

### Filmy
- 1995: Siedem (Se7en) jako szalony mężczyzna w salonie masażu
- 1996: Ucieczka z Los Angeles (Escape from L.A.) jako laborant
- 1996: Dzień Niepodległości (Independence Day) jako asystent techniczny / medyk
- 1997: Nadbagaż (Excess Baggage) jako detektyw Barnaby
- 1997: Obcy: Przebudzenie (Alien: Resurrection) jako Larry Purvis
- 1998: Gorzej być nie może (Very Bad Things) jako Charles Moore
- 1998: Szeregowiec Ryan (Saving Private Ryan) jako porucznik William Dewindt
- 1999: Odkupienie (Resurrection) jako detektyw Andrew Hollir
- 1999: Kolekcjoner kości (The Bone Collector) jako Richard Thompson
- 2001: Pearl Harbor jako major Jackson
- 2003: Daredevil jako James Wesley
- 2003: Ława przysięgłych (Runaway Jury) jako Lamb
- 2004: Amnezja (Twisted) jako Edmund Cutler
- 2006: Dobry Niemiec (Good German) jako Bernie
- 2008: Uprowadzona (Taken) jako Sam Gilroy
- 2012: Uprowadzona 2 (Taken 2) jako Sam Gilroy
- 2014: Gość (The Guest) jako Spencer Peterson
- 2014: Gracz (The Gambler) jako Larry
- 2014: Uprowadzona 3 (Taken 3) jako Sam Gilroy

### Seriale
- 1991: Złotka (The Golden Girls) jako kelner
- 1992: Zdrówko (Cheers) jako Mark (facet przy stole mówi, że potrzebuje dostrojenia)
- 1993: Star Trek: Stacja kosmiczna (Star Trek: Deep Space Nine) jako Gai
- 1993: Prawnicy z Miasta Aniołów (L.A. Law) jako Richard Daggett
- 1994: Nowojorscy gliniarze (NYPD Blue) jako Zeppo Marchansky
- 1994: Doktor Quinn (Dr. Quinn, Medicine Woman) jako
- 1994: Z Archiwum X (The X Files) jako Jason Ludwig
- 1995: Ned i Stacey (Ned & Stacey) jako Phil
- 1995: Świat według Bundych (Married with Children) jako dyrektor
- 1995: Star Trek: Stacja kosmiczna (Star Trek: Deep Space Nine) jako pułkownik Lovok / Podmienny
- 1996: Nowojorscy gliniarze (NYPD Blue) jako Les Treet
- 1977: Star Trek: Voyager jako Dejaren
- 1997: Nowojorscy gliniarze (NYPD Blue) jako John Highsmith
- 1998–2000: Kameleon (The Pretender) jako Argyle
- 1999: Po tamtej stronie (The Outer Limits) jako doktor Arthur Zeller
- 2002: CSI: Kryminalne zagadki Las Vegas (CSI: Crime Scene Investigation) jako Morris Pearson
- 2003: Star Trek: Enterprise jako Loomis
- 2003: Prawo i porządek: sekcja specjalna (Law & Order: Special Victims Unit) jako Kevin Walker
- 2004–2009: Ostry dyżur (ER) jako doktor Lucien Dubenko
- 2005: CSI: Kryminalne zagadki Las Vegas (CSI: Crime Scene Investigation) jako dr  Malcom Parker
- 2007: Shark jako Brent Gilroy
- 2009: 24 godziny (24) jako Martin Collier
- 2009: Prawo i porządek: Zbrodniczy zamiar (Law & Order: Criminal Intent) jako czcigodny Wyler
- 2012: Miasto cudów (Magic City) jako Mike Strauss
- 2012: A Gifted Man jako Charlie Reinhart
- 2012: Skandal (Scandal) jako Sanders Black
- 2013: Touch jako dr Linus
- 2013: Revolution jako John Sanborn
- 2015–2016: Ray Donovan jako ks. Romero
- 2016–2019: Stacja Berlin (Berlin Station) jako Robert Kirsch
- 2019: I Am the Night jako Peter Sullivan